# Szverdlovszki baleset

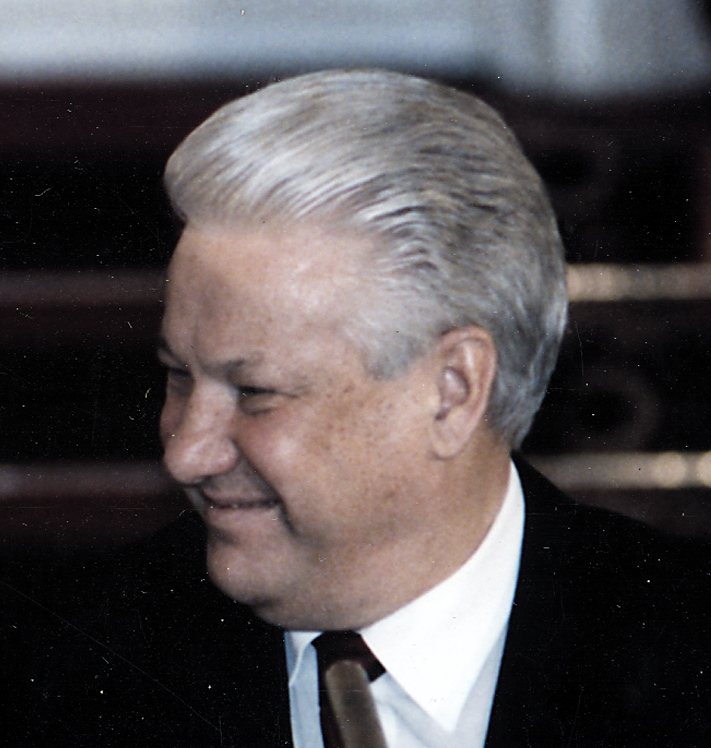
Borisz Jelcin, 1993.

A szverdlovszki baleset (1979) során 64-68 ember veszítette életét egy illegális szovjet biofegyver termelő üzem légszűrő berendezésének hibája miatt.
Az ENSZ amerikai kezdeményezésre 1972-ben hozta létre a Biológiai- és toxinfegyver-tilalmi egyezményt (BTWC), melyet a Szovjetunió 1973-ban ratifikált. Az egyezmény kimondja a biológiai fegyverek fejlesztésének és birtoklásának teljes tilalmát. Ezzel egy időben a Szovjetunió felépítette a világtörténelem valaha volt legnagyobb biofegyver termelő üzemeit. Az üzemeket vakcina-termeléssel (és egyéb békés célú orvosbiológiai kutatásokkal) foglalkozó polgári intézmények hálózatának álcázták, e hálózat neve "Biopreparat" volt. Az egyik termelő üzem Szverdlovszk – a mai Jekatyerinburg – területén volt. Az üzem nagy mennyiségű (évi több tonna) lépfene (Bacillus anthracis) spórát termelt.
A szovjet időkben Szverdlovszk "zárt város" volt, mely hadiipari üzemei miatt nem volt látogatható. A termelő üzemet azért telepítették egy nagyvárosba, mert ez jó álcázásnak tűnt, hiszen egyetlen nyugati szakértő sem feltételezné, hogy egy ilyen üzem lakott területen működjön. Az üzem épületében csökkentett légnyomást tartottak fenn, hogy bármely szivárgás esetén csak befelé szökhessen levegő, de sosem kifelé. A csökkentett belső légnyomást folyamatosan működő légszivattyúkkal biztosították, melyek a baktérium spórákat kiszűrő szűrőkön keresztül fújták a levegőt a külvilágba. A szűrőket rendszeresen cserélni kellett, hiszen egy idő után eltömődtek. Az üzem 3-szor 8 órás műszakban, folyamatosan dolgozott.
A baleset azért következett be, mert egy szerelő leállított egy légszivattyút, kiszerelte az eltömődött szűrőt, majd a műszakváltás miatt átadta a munkát egy másik szerelőnek. Az új szerelő tévesen azt hitte, hogy már be van szerelve az új filter, és ezért bekapcsolta a légszivattyút. Az anthrax spórákat tartalmazó levegőt egy közeli trolibusz megálló felé fújta a szél, az áldozatok zöme az itt várakozó emberek közül került ki.
Itt az éjjel munkába siető férfiak ácsorogtak, akik tüdő-eredetű anthrax-fertőzést kaptak. A városi pártszervezet vezetésével kampány indult, a járvány forrásaként az illegális húsárusok által forgalmazott romlott húst jelölték meg. Ez persze a tüdő-eredetű fertőzéseknél nem túl hiteles érvelés. Felszólították a lakosságot, hogy fokozza a higiéniát, pl. söpörje fel a járdákat. Ez szintén nem logikus egy étellel terjedő fertőzés során, és kifejezetten a legrosszabb javaslat egy porba kiülepedő hatóanyag esetében. A szverdlovszki párttitkár akkoriban Borisz Jelcin volt, a későbbi Oroszországi Föderáció első demokratikusan megválasztott elnöke.
A Szovjetunió széthullása után, 1992-ben Kanatjan Alibekov orvos-ezredes (a későbbi Ken Alibek), a Biopreparat orvosbiológiai ügyekben felelős első igazgatóhelyettese családjával az USA-ba szökött, részletesen informálta a CIA-t, sőt, egy olvasmányos könyvben is elmesélte élettörténetét. A sorozatos leleplezések után Oroszország tárgyalásokat kezdett az USA-val és Nagy-Britanniával, majd megnyitotta a Biopreparat legtöbb intézményének kapuit a nyugati szakértők előtt. Borisz Jelcin beismerte a szverdlovszki baleset katonai jellegét, és elnöki rendelettel betiltotta a biológiai fegyverek termelését.